# Josep Escolà
Josep Escolà Segalés (n. 28 august 1914 – d. 7 martie 1998) a fost un jucător și antrenor de fotbal spaniol. A jucat la echipa FC Barcelona și pentru echipa națională de fotbal a Spaniei.